# Belvès
Belvès (trong tiếng Occitan Belvés) là một xã của Pháp, nằm ở tỉnh Dordogne trong vùng Aquitaine của Pháp. Xã này có diện tích 23,66 km2, dân số năm 2004 là 1483 người. Xã nằm ở khu vực có độ cao trung bình 190 m trên mực nước biển.

## Hành chính
| Danh sách các xã trưởng                |             |                      |      |         |
| Giai đoạn                              | Giai đoạn   | Tên                  | Đảng | Tư cách |
| 1996                                   | 2004        | Claudine Le Barbier  | -    | -       |
| 2004                                   | đương nhiệm | Jean-Pierre Lavialle | DVD  | hu tri  |
| Tất cả các dữ liệu trước đây không rõ. |             |                      |      |         |

## Thông tin nhân khẩu
En 1864: 2504
| Năm | 1962  | 1968  | 1975  | 1982  | 1990  | 1999  | 2004  |
| --- | ----- | ----- | ----- | ----- | ----- | ----- | ----- |
| Dân số | 1 680 | 1 714 | 1 623 | 1 581 | 1 553 | 1 431 | 1 483 |
| From the year 1962 on: No double counting—residents of multiple communes (e.g. students and military personnel) are counted only once. |       |       |       |       |       |       |       |